# Камберленд-лодж
Камберленд-лодж — це англійський заміський будинок 17-го століття, який входить до списку пам'яток ІІ категорії Сполученого королівства (особливо важливі будівлі, що представляють більш ніж спеціальний інтерес), розташований у Великому Віндзорському парку за майже 9 кілометрів на південь від Віндзорського замку. З 1947 року в будівлі знаходиться благодійний фонд, відомий як Cumberland Lodge - освітня благодійна та соціальна організація, метою якої є розширення можливості для молодих людей вести дискусію про соціальні розбіжності. Сади Камберленд-лодж занесені до І категорії (міжнародно значущі об'єкти) в англійському реєстрі історичних парків і садів.

## Історія будівлі

### Протекторат Кромвеля
Будівля була зведена під час протекторату Кромвеля Джоном Байфілдом, капітаном армії, у 1650 році, коли лорд-протектор Англії Олівер Кромвель розділив і продав ділянки у Великому Віндзорському парку. За 4000 фунтів Байфілд придбав 640 акрів у центральній частині Великого Віндзорського парку. Байфілд був сином пуританського проповідника та братом Адонірама Байфілда, який деякий час був капеланом парламентської армії.
На придбаній ділянці Байфілд почав зводити вишуканий будинок. Невідомо, хто був архітектором будівлі, але вона замислювалась в дусі тодішньої архітектурної моди — вже зниклого Вісбехського замку. У плані будівля мала форму каре із шатровим дахом. Будівля складалась з двох головних поверхів, головний фасад мав сім вікон, нижній ярус зовні прикрашали фронтони. Над дахом, який містив два яруси мансардних вікон, була платформа, з якої відкривався вид на парк. У 1660-х роках будівля описувалась, як така, що мала стайні, стодоли та прибудови, фруктові сади та огороджені сади.

### Реставрація Стюартів
Байфілд помер у 1657 році, і майно перейшло до його удови, яка потім вийшла заміж за Джона Баррі або Барроу. Подружжя все ще володіло будинком під час реставрації Стюартів у 1660 році. Після реставрації було створено комісію для розслідування володіння коронними землями, захопленими за часів Англійської республіки.
У вересні 1660 року Баррі подав петицію, в якій стверджував, що недавно відбулось поліпшення землі і що, якщо його сім'я, включаючи п'ятьох маленьких дітей, не отримає ані прибутку від поліпшень, ані компенсацію за свої інвестиції, вони зазнають фінансового зруйнування від кредиторів. Петиція Баррі була відхилена. Відповідно до звіту про огляд майна, Баррі переорав сади та городи, «що належать новому будинку… в результаті чого земля спустошена та зіпсована». Тим не менш, Баррі, очевидно, продовжував займати будівлю до повної реституції парку, яка була офіційно оформлена 1 жовтня 1671 року.

### Епоха Стюартів
Будівля, яку звів Байфілд, стала найбільшою резиденцією в парку і стала відомою як Ґрейт-лодж. Вона також стала резиденцією рейнджера — королівського службовця відповідального за Великий Віндзорський парк. Карл II призначив на цю посаду Баптіста Мея, свого фаворита, і його, у свою чергу, змінив у 1697 році відомий садівник Вільям Бентінк, 1-й граф Портлендський. За часів Мея та графа Портлендського Великий Віндзорський парк фізично став однією одиницею, а його ландшафт було перероблено. Ґрейт-лодж став центром його формального плану. Будівлю також внутрішньо переробили та облаштували новими садами.
Подальші важливі зміни відбулися після призначення наступного рейнджера, Сари, герцогині Мальборо, близької подруги королеви Анни, у вересні 1702 року. Поки її чоловік герцог Мальборо брав участь у війні за іспанську спадщину, вона керувала вдосконаленням будинку в 1703—1704 роках, вартістю 2500 фунтів стерлінгів. Її робота майже напевно включала додавання крил на кожній стороні оригінального будинку Байфілда, а також заміну біфоріїв з фрамугами на підйомні вікна.
Ґрейт-лодж став улюбленою резиденцією герцогині Мальборо. Вона називала її «у тисячу разів приємнішою, ніж Бленгейм», оксфордширський палац, побудований для її чоловіка.

### Георгіанська епоха
У 1746 році Ґрейт-лодж разом із посадою рейнджера перейшов до сина короля Георга ІІ Вільяма Августа, герцога Камберлендського, який розпочав подальші вдосконалення, залучивши палладіанського архітектора Генрі Фліткрофта, включаючи розширення конюшні. Околиці будинку також було модернізовано та створено знаменитий звіринець.
Обвалення внутрішньої арки під спальнею герцога в 1757 році призвело до реконструкції та розширення самого будинку. Томас Сендбі, художник-топограф з військового креслярського бюро, який служив герцогу під час військової кампанії в 1743 році, майже напевно виступав архітектором. У рамках цих робіт було побудовано нову прибудову з приймальними кімнатами на північ, а будинок переорієнтовано зі сходу на теперішній фасад. Також почалися роботи над новою каплицею-ротондою, яка залишалася незавершеною, коли герцог помер у 1765 році.
Племінник герцога принц Генрі, герцог Камберлендський і Стратернський став наступним рейнджером і мешканцем будинку, але після його смерті в 1790 році резиденція повернулась до Корони. Потім, у 1800 році, Георг III доручив своєму улюбленому архітектору, Джеймсу Ваєтту, перетворити будинок на непостійну резиденцію. Саме в цей час будівлю стали називати Камберленд-лодж. Ваєтт додав до будівлі центральну вежу, турелі та кренеляжі, а також оздобив зовнішній вигляд стуко. Однак його робота залишилась незавершеною, коли в 1811 році було оголошено регентство.
Принц-регент сподівався, що Джон Неш, його улюблений архітектор, зможе завершити перетворення Камберленд-лодж, і запропонував переїхати до іншої будівлі — Лоуер-лодж (колишній будинок Сендбі) на час роботи. Фінансові труднощі зірвали план. У результаті Неш розширив Лоуер-лодж (який став Роял-лодж), а Камберленд-лодж став доповненням до нього.
З 1815 року, після термінового ремонту та програми внутрішнього оздоблення вартістю 2000 фунтів стерлінгів, Камберленд-лодж став місцем для поселення у разі переповнення інших будівель. Коли в 1828 році приміщення Роял-лодж вже були визнані непридатними, архітектор та проєктувальник садів Джеффрі Ваєтвілль збудував тут нові стайні та каретні сараї. Вільгельму IV у 1833 році Камберленд-лодж здавався «абсолютно марним» і він вважав, що він навряд чи буде використовуватись як королівська резиденція. Він запропонував перетворити його на казарму.

### Вікторіанська епоха
До 1869 року, коли велика пожежа в спустошила внутрішні приміщення Камберленд-лодж, у ньому мешкало багато знатних осіб. Згодом, у 1871—1872 роках, будівля була перероблена на дещо зменшену форму під керівництвом архітектора Ентоні Селвіна, а потім стала резиденцією третьої дочки королеви Вікторії, принцеси Єлени та її чоловіка, принца Крістіана Шлезвіґ-Гольштейнського, тодішнього рейнджера. Однак робота була виконана не дуже добре, і під час прокладання електричних і телефонних кабелів у 1900 році виявилося зараження сухою гниллю.

### 20 століття
Пізніше відбулась повна реорганізація інтер'єру і створення основних сучасних інтер'єрів будинку, включаючи головні сходи і вітальню, архітектором Джоном Марі. Сім'я повернулася до резиденції лише в 1913 році, і принцеса Єлена продовжувала жити тут до своєї смерті в 1923 році. Її наступником став лорд Фіцалан-Дервентський, останній приватний мешканець Камберленд-лоджу, який прожив там більше 20 років.
У жовтні 1936 року прем'єр-міністр Стенлі Болдвін проводив у Камберленд-лодж екстрені переговори під час кризи, викликаної зреченням короля Едуарда VIII. У 1947 році Георг VI передав Камберленд-лодж для розміщення Фонду Святої Катерини, цілями якого було створення коледжу, заснованого на християнській вірі та філософії.
У 1966 році Фонд Святої Катерини змінив назву на Фонд короля Георга IV та королеви Єлизавети ім. Святої Катерини. Протягом 55 років Єлизавета Боуз-Лайон, мати королеви Єлизавети, була покровителькою Фонду.

### 21 століття
У 2002 році Єлизавету Боуз-Лайон у ролі покровительки Фонду ім. Святої Катерини замінила Єлизавета ІІ. У Камберленд-лодж проходили зйомки британського фільму «Король говорить!».

## Відомі мешканці
- Баптист Мей, перший рейнджер-резидент;
- Сара Черчилль, герцогиня Мальборо (1702—1744); Джон Черчилль, 1-й герцог Мальборо, який помер там у 1722 році;
- Джон Спенсер (1744—1746);
- Принц Вільям Август, герцог Камберлендський, син короля Георга II (1746—1765);
- Принц Генрі, герцог Камберлендський і Стратернський, син Фредеріка, принца Уельського (1765—1790);
- Енн, герцогиня Камберлендська і Стратернська, вдова принца Генрі (1790—1803);
- Джордж Спенсер-Черчилль, 5-й герцог Мальборо (до 1822);
- Август Фредерік, герцог Сассекський, син короля Георга III (1830—1843);
- Генерал Вільям Вемісс з Вемісського замку, шотландський солдат британської армії та член парламенту, помер у Камберленд-лодж в 1852 році;[6]
- Принцеса Єлена Великобританська, донька королеви Вікторії та дружина принца Крістіана Шлезвіґ-Гольштейнського (після одруження в 1866 році);
- Лорд Фіцалан Дервентський, останній віце-король Ірландії (1923—1947).